# Барановская, Ирина Робертовна
Ирина Робертовна Барановская (род. 14 января, Гродно) — тренер по прыжкам на батуте.

## Биография
Ирина Барановская родилась в Гродно 14 января. Училась в средней школе № 16. Стала заниматься гимнастикой во втором классе по совету первой учительницы. Тренером Ирины Барановской был Ренальд Кныш. После окончания школы, обучалась в Гродненском техникуме физической культуры. После его окончания, работала в ДЮСШ № 3 на протяжении 7 лет тренером по гимнастике. В 1986 году стала работать в Гродненском областном Дворце пионеров и школьников тренером-преподавателем по прыжкам на батуте.
Личный тренер по прыжкам на батуте, таких спортсменов, как Артур Микишко, Алексей Дудоров, Ангелина Хотян, Артем Жук. Артем Жук — под руководством Ирины Барановской стал золотым призером в синхронных прыжках в 2013 году и выполнил норматив мастер спорта международного класса. В начале у спортсмена не было успехов, но после того, как с ним стала заниматься Ирина Барановская, стал принимать участие в международных соревнованиях. 
В 2016 году на чемпионате Европы в Испании ее воспитанники завоевали золотые и серебряные медали по прыжкам на батуте.
Первая ученица Ирины Барановской — Ольга Власова, работает главным тренером Республики Беларусь по прыжкам на батуте. В 2014 году награждена грамотой Министерства спорта и туризма Республики Беларусь после того, как ее воспитанники успешно выступили на чемпионате мира в Дайтон-Бич, США.